# حيرام يوجين
حيرام يوجين (بالإنجليزية: Hiram Eugene)‏ هو لاعب كرة قدم أمريكية أمريكي، ولد في 24 نوفمبر 1980 في لافاييت في الولايات المتحدة.

## وصلات خارجية
- حيرام يوجين على موقع مرجع كرة القدم المحترفة.كوم (الإنجليزية)